# Didier Lupi Second
Didier Lupi Second est un compositeur d’origine probablement italienne, actif à Lyon au milieu du XVIe siècle.

## Biographie
Sa vie s’est probablement passée entre l’Italie et Lyon, puisque c’est à Lyon qu’il publie la plupart de ses œuvres ; comme la dédicace de son Tiers livre de chansons de 1548 est adressée aux notabilités de la colonie lucquoise de Lyon (les Bartelemi, Cenami, Micheli, Arnolfini, Orsuccio, Carniccioni...) qui l’auraient soutenu depuis son arrivée en cette ville, on peut lui supposer une origine italienne, voire lucquoise, qui n'a pas été confirmée jusqu’ici. Sur son séjour lyonnais, on ne possède aucune trace hormis ses éditions. Son attirance pour la Réforme protestante est manifeste, du fait de ses liens avec les poètes Guillaume Guéroult, ou Barthélémy Aneau, et par son intérêt pour les psaumes de Gilles d'Aurigny. Sa Susanne un jour deviendra vite un des fleurons de la chanson spirituelle protestante. 
La publication de deux chansons en 1559 laisse supposer qu’il vivait encore à Lyon cette année-là. Son patronyme a fait qu’il peut être confondu, dans quelques sources, avec Johannes Lupi (mort en 1539) ou Lupus Hellinck (mort en 1541).

## Œuvres

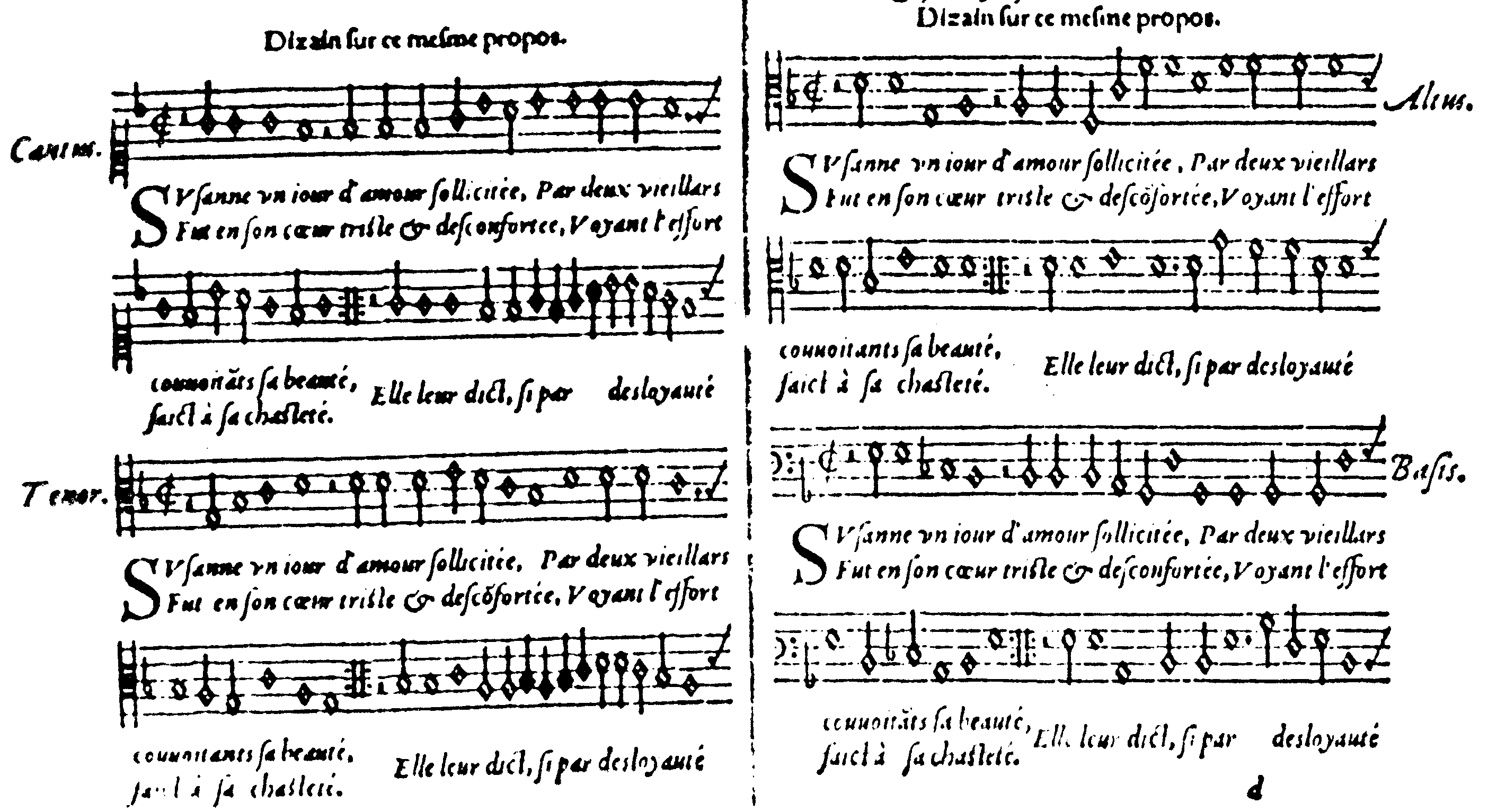
La musique de Susanne un jour (1548).

- Premier livre de chansons spirituelles nouvellement composées par Guillaume Guéroult et mises en musique par Didier Lupi Second. Lyon : Godefroy & Marcellin Beringen, 1548. 8°, 111 p. avec les 4 parties disposées en livre de chœur. RISM L 3087, Guillo 1991 n° 23, Chantilly MC. Il existe plusieurs rééditions :
  - Paris : Nicolas Du Chemin, 1559, 8° (numérisé sur Gallica, RISM LL 3087a, Lesure 1953 n° 69, Paris BNF).
  - Lyon : Thomas de Straton, 1561, 8°. Pidoux 1962 61/V, Guillo 1991 n° 52, Wittenberg RGM.
  - Paris : Adrian Le Roy et Robert Ballard, 1564, 8°. Lyon BM : 805434 (incomplet).
  - Lyon : Benoît Rigaud, 1568, 16°. RISM 15689, Guillo 1991 n° 82, Reims BM.
  - Paris : Nicolas Du Chemin, 1568, 8°. Lesure 1953 n° 95, avec un supplément de douze chansons spirituelles.
  - Paris : Adrian Le Roy et Robert Ballard, 1571. Oxford Bodleian Library.
  - La Rochelle : Pierre II Haultin, 1578. Intégré dans un recueil de chansons spirituelles plus important. RISM 15783.

Le contenu de tous ces volumes est comparé dans Guillo 1991 p. 76-79. Le livre est entièrement transcrit dans la thèse de Marc Honegger de 1970, non publiée. Le volume met en musique des pièces dues au poète Guillaume Guéroult ; il contient notamment sa chanson spirituelle Susanne un jour d’amour sollicitée qui connaîtra un succès considérable jusqu’au milieu du XVIIe siècle, tant pour le texte que pour la musique, puisqu’on connaît une quarantaine de reprises de ce texte par une trentaine de compositeurs, la moitié environ reprenant même le thème de la composition de Lupi. Outre cette chanson et les autres chansons spirituelles, l’ouvrage inclut 5 psaumes en français, un Te Deum et des Lamentations. Il mêle un style homophonique, très vertical, et un style plus élaboré, plus "motetique", avec des imitations fréquentes d’une voix à l’autre. L’édition de 1548 figure aussi la première apparition d’un livre de chœur de petit format, dans lequel les quatre voix sont disposées en regard.
- Tiers livre contenant trente et cinq chansons, nouvellement mises en musique par Didier Lupi Second. Lyon : Godefroy & Marcellin Beringen, 1548. 4 vol. 4° obl., RISM L 3085, Guillo 1991 n° 22.

La mention Troisiesme livre fait référence aux deux livres de chansons publiés la même année et chez le même imprimeur par Dominique Phinot. Les poètes mis en musique par Lupi sont surtout Charles Fontaine et Clément Marot, ainsi qu’Étienne Forcadel et Claude Chappuys ; les textes sont de courtes poésies ou épigrammes.
- Psalmes trente du royal prophète David, traduictz en vers françois par Giles Daurigny, dict le Pamphile, & mis en musique à quatre parties par D. Lupi Second. Lyon : Godefroy & Marcellin Beringen, 1550 [nouveau style]. 2 vol. 4° obl. : Cantus-Tenor et Altus-Basis avec les deux voix en regard. RISM L 3086, Guillo 1991 n° 26, Pidoux 1962 n° 49/III.

Ici Lupi met en musique trente psaumes traduits en français par Gilles d'Aurigny et publiés en 1549. Cet ensemble de textes fait partie du Psautier de Paris’’, issu d'une des trois tentatives de compléter la traduction du psautier complet à partir des cinquante psaumes déjà traduits par Clément Marot. Il s’agit d’ailleurs de la seule tentative de mettre ces textes en musique. Le style est essentiellement homophonique, parfois un peu fleuri.
On connaît quelques autres pièces isolées de Lupi Second :
- Ce petit filz je présente, pour estre purifiée, publiée dans le Généthliac Noël de Barthélémy Aneau (Lyon : Godefroy Beringen, 1559, 8°). Guillo 1991 n° 36, RISM 155914.
- O que je vis en estrange martire, dans Le Premier trophée de musique (Lyon : Robert Granjon, 1559, 4 vol. 8° obl.). RISM 155914, Guillo 1991 n° 40.
- Un recueil anonyme de douze chansons spirituelles figurant après l’exemplaire de la bibliothèque du Mans de la réédition de Paris, Nicolas Du Chemin, 1568 (citée plus haut) pourrait être attribué à Lupi Second, malgré sa date de parution tardive. Voir Lesure 1953 n° 96.

Par ailleurs, les six chansons profanes qui paraissent chez Jacques Moderne dans divers livres du Parangon des chansons entre 1540 et 1543 sous le nom de « Lupi » sont probablement attribuables à Johannes Lupi.